# Jessica Barth
Jessica Barth (Filadélfia, 13 de julho de 1978) é uma atriz americana de teatro e cinema, conhecida por interpretar Tami-Lynn McCafferty no filme Ted e sua sequência.

## Filmografia

### Filmes
| Ano  | Título               |
| ---- | -------------------- |
| 2005 | Neo Ned              |
| 2005 | Deserted             |
| 2007 | Next                 |
| 2007 | Mr. Blue Sky         |
| 2008 | Get Smart            |
| 2009 | Portal               |
| 2009 | The Waterhole        |
| 2012 | Ted                  |
| 2015 | Ted 2                |
| 2018 | Along Came the Devil |

### Televisão
| Ano              | Título                         | Notas                                       |
| ---------------- | ------------------------------ | ------------------------------------------- |
| 2004             | The District                   | Episódio: "Breath of Life"                  |
| 2005             | The Catch                      | Television film                             |
| 2005             | One on One                     | Episódio: "Money's Tight and So Are My Abs" |
| 2006             | South of Nowhere               | Episódio: "Rules of Engagement"             |
| 2007             | How I Met Your Mother          | Episódio: "Moving Day"                      |
| 2007             | Days of Our Lives              | 1 episódio                                  |
| 2007, 2008, 2012 | Family Guy                     | Episódio: "Padre de Familia"                |
| 2007, 2008, 2012 | Family Guy                     | Episódio: "Play It Again, Brian"            |
| 2007, 2008, 2012 | Family Guy                     | Episódio: "The Blind Side"                  |
| 2008             | CSI: Crime Scene Investigation | Episódio: "Leave Out All the Rest"          |
| 2010             | Cougar Town                    | Episódio: "All the Wrong Reasons"           |
| 2012             | Parks and Recreation           | Episódio: "Pawnee Commons"                  |
| 2018             | A Stolen Life                  |                                             |